# Prasinophytina
Prasinophytina, pddivizija zelenih algi (Chlorophyta). Preko 150 vrsta klasificirano je u tri razreda.

## Razredi i broj vrsta
1. Mamiellophyceae Marin & Melkonian  26
2. Nephroselmidophyceae T.Nakayama, S.Suda, M.Kawachi & I.Inouye 27
3. Pyramimonadophyceae Moestrup & Daugbjerg 190